# دهمة عربية
الدهمة العربية (باللاتينية: Monsonia arabica) نوع نباتي يتبع جنس الدهمة من الفصيلة الغرنوقية.

## الموئل والانتشار
موطنها اليمن.